# Джарвис, Фрэнк
Фрэнк Вашингтон Джарвис (англ. Frank Washington Jarvis; 31 августа 1878, Калифорния — 2 июня 1933, Сьюкли) — американский легкоатлет, чемпион летних Олимпийских игр 1900.
Джарвис стал чемпионом в беге на 100 м. Сначала он выиграл первый раунд, установив при этом Олимпийский рекорд, затем полуфинал, и в заключительной гонке, с результатом 11 с, пришёл к финишу первым, получив золотую медаль.
Также, на тех же Играх он участвовал в соревнованиях по тройному прыжку и тройному прыжку с места. Но в обоих состязаниях он не достиг успеха — в первой дисциплине он занял место между 7-й и 13-й позициями, а во второй между 5-й и 10-й.